# Aérostructures
Les aérostructures d'un avion sont les parties d'un avion composant sa structure : fuselage, ailes, nacelles de moteur. 
Les principaux fabricants d'aérostructures sont au début du 21e siècle :
- les américains Spirit AeroSystems (numéro un en 2022) ; Triumph Group qui a racheté en juin 2010 son concurrent et compatriote Vought Aircraft Industries
- les filiales d'Airbus Group : Airbus Atlantic, absorbant à sa création le 1er janvier 2022 Stelia Aerospace et étant le numéro deux du secteur[1], et Premium Aerotec
- le britannique GKN
- l’ancien Alenia Aermacchi, (depuis janvier 2016 Division Avions et Aérostructure de Leonardo-Finmeccanica)[2]
- les japonais Mitsubishi Heavy Industries, Kawasaki Heavy Industries
- ou encore les français Latécoère et Daher-Socata[3]. La Hurel-Dubois était en 2000 la première d'Europe pour les nacelles de réacteurs, elle a été depuis absorbé par Safran Nacelles.

Ce sont des équipementiers aéronautiques. Ils travaillent comme sous-traitants pour les constructeurs aéronautiques tels que Boeing, Airbus, Bombardier, Embraer, ATR. 
La rupture technologique initiée par le Boeing 787 consiste à remplacer l'aluminium par des matériaux composites, des fibres de carbone, dans les aérostructures de l'appareil, afin de gagner en poids et donc en consommation de carburant. Airbus réalise ce saut technologique avec l'Airbus A350.